# Stanisław Żółkiewicz
Stanisław Żółkiewicz (ur. 19 października 1935 w Pnikucie, zm. 27 lipca 2019 w Przemyślu) – polityk, wicewojewoda przemyski, działacz opozycji antykomunistycznej w PRL, działacz kresowy. 

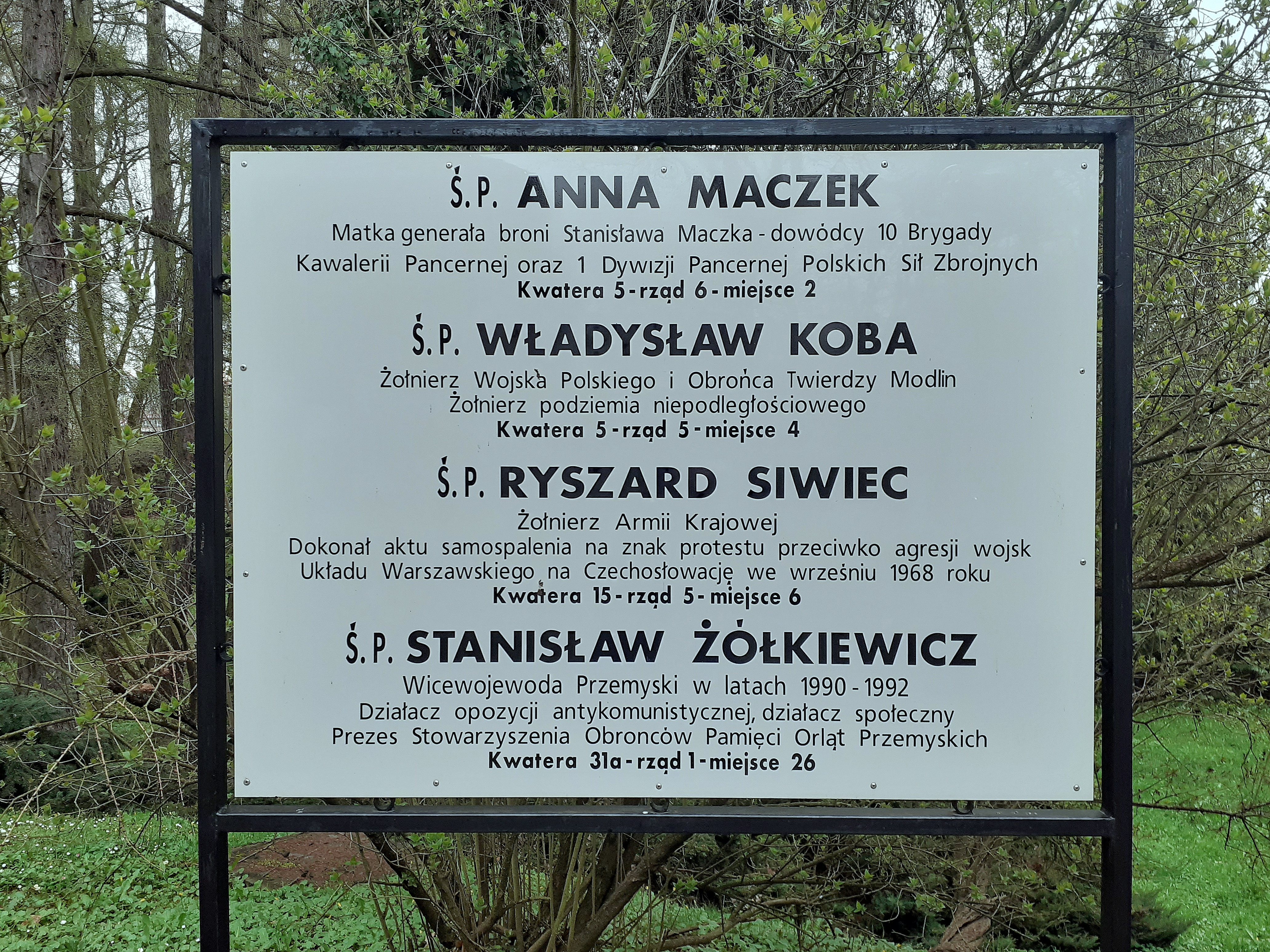
Tablica informująca o lokalizacji grobu Stanisława Żółkiewicza

## Życiorys
W 1957 ekspatriowany do Polski centralnej. W 1970 ukończył studia na Politechnice Śląskiej w Gliwicach.
We wrześniu 1980 członek Międzyzakładowego Komitetu Założycielskiego NSZZ "Solidarność" w Przemyślu, w 1981 przewodniczący Regionalnej Komisji Wyborczej Regionu Południowo-Wschodniego, członek Krajowej Komisji Wyborczej. W stanie wojennym organizator podziemnych struktur związkowych. W latach 1984–1989 współorganizator i uczestnik Duszpasterstwa Ludzi Pracy w Przemyślu. Był rozpracowywany przez Służbę Bezpieczeństwa, pod kryptonimami "Sanatorium", "Rewers", "Wici", "Narcyz". W 1989 współzałożyciel i przewodniczący Komitetu Obywatelskiego w Przemyślu. W 1990 wicewojewoda przemyski. W latach 1990–1992 członek Porozumienia Centrum, W latach 1993–1995 współzałożyciel i członek Zarządu Polskiego Stronnictwa Kresowego. W latach 1993–2003 członek Stronnictwa Narodowego.. W 1988 założyciel i prezes Stowarzyszenia Obrońców Pamięci Orląt Przemyskich.
W 1991 został przewodniczącym Społecznego Komitetu Obrony Polskiego Kościoła Karmelitów Bosych w Przemyślu. Współzałożyciel i członek władz Światowego Kongresu Kresowian i Instytut Kresów Rzeczypospolitej. Działacz na rzecz upamiętniania Polaków pomordowanych przez NKWD na Wschodzie i ofiar ludobójstwa dokonanego przez OUN- UPA na Kresach Wschodnich. W latach 1989–1995 inicjator i główny organizator odbudowy pomnika Orląt Przemyskich, w 1990 autor pomnika ofiar NKWD w Przemyślu, w 2003 inicjator budowy pomnika ofiar UPA w Przemyślu. Od 2009honorowy członek Towarzystwa Kultury Polskiej Ziemi Lwowskiej. 
Pochowany na cmentarzu komunalnym Zasanie w Przemyślu. 

## Odznaczenia
- Złoty Krzyż Zasługi (2009)[6], odmówił przyjęcia
- Krzyż Wolności i Solidarności (2016)[7]
- Krzyż Kawalerski Orderu Odrodzenia Polski (2019)[8][9]